# Elecciones municipales de Cajamarca de 1995
Las elecciones municipales de Cajamarca de 1995 se llevaron a cabo el 12 de noviembre de 1995 para elegir al alcalde y al Concejo Provincial del Cajamarca para el periodo 1996-1998. La elección se celebró simultáneamente con elecciones municipales en todo el país.

## Sistema electoral
La Municipalidad Provincial de Cajamarca es el órgano administrativo y de gobierno de la provincia de Cajamarca. Está compuesta por el alcalde y el Concejo Provincial.
La votación del alcalde y el concejo se realiza en base al sufragio universal, que comprende a todos los ciudadanos nacionales mayores de dieciocho años, empadronados y residentes en la provincia de Cajamarca y en pleno goce de sus derechos políticos, así como a los ciudadanos no nacionales residentes y empadronados en la provincia de Cajamarca.
El Concejo Provincial de Cajamarca está compuesto por 19 regidores elegidos por sufragio directo para un período de tres (3) años, en forma conjunta con la elección del alcalde (quien lo preside). La votación es por lista cerrada y bloqueada. Se asigna a la lista ganadora los escaños según el método d'Hondt o la mitad más uno, lo que más le favorezca.

## Composición del Concejo Provincial de Cajamarca
La siguiente tabla muestra la composición del Concejo Provincial de Cajamarca antes de las elecciones.
| Partidos | Partidos                                                      | Regidores |
| -------- | ------------------------------------------------------------- | --------- |
|          | Lista Independiente N° 3 Frente Independiente Renovador       | 11        |
|          | Alianza Nueva Mayoría - Cambio 90                             | 4         |
|          | Partido Aprista Peruano                                       | 2         |
|          | Lista Independiente N° 29 Movimiento Independiente Che Gálvez | 2         |

## Partidos y candidatos
A continuación se muestra una lista de los principales partidos y alianzas electorales que participaron en las elecciones:
| Candidatura | Candidatura | Partidos y alianzas                                                 | Candidatos | Candidatos                 | Ideología                                | Resultado previo | Resultado previo | Ref. |
| Candidatura | Candidatura | Partidos y alianzas                                                 | Candidatos | Candidatos                 | Ideología                                | Votos (%)        | Reg.             | Ref. |
| ----------- | ----------- | ------------------------------------------------------------------- | ---------- | -------------------------- | ---------------------------------------- | ---------------- | ---------------- | ---- |
|             | AP          | Lista - Acción Popular (AP)                                         |            | Sin información disponible | Humanismo Nacionalismo cívico Reformismo | 2.8%             | 0                |      |
|             | IND         | Lista - Lista Independiente N° 3 Movimiento Independiente Cajamarca |            | Sin información disponible | Localismo cajamarquino                   | Nuevo            | Nuevo            |      |
|             | IND         | Lista - Lista Independiente N° 5 Frente Independiente Renovador     |            | Luis Guerrero Figueroa     | Localismo cajamarquino                   | Nuevo            | Nuevo            |      |

## Resultados

### Sumario general
|                        |                                                             |              |              |              |           |           |
| Partidos y coaliciones | Partidos y coaliciones                                      | Voto popular | Voto popular | Voto popular | Regidores | Regidores |
| Partidos y coaliciones | Partidos y coaliciones                                      | Votos        | %            | ±pp          | Total     | +/−       |
|                        | Lista Independiente N° 5 Frente Independiente Renovador     | 30,201       | 50.37        | n/a          | 10        | +10       |
|                        | Lista Independiente N° 3 Movimiento Independiente Cajamarca | 27,254       | 45.46        | n/a          | 8         | +8        |
|                        | Acción Popular (AP)                                         | 2,503        | 4.17         | +1.38        | 0         | ±0        |
|                        |                                                             |              |              |              |           |           |
| Total                  | Total                                                       | 59,958       |              |              | 19        | ±0        |
|                        |                                                             |              |              |              |           |           |
| Votos válidos          | Votos válidos                                               | 59,958       | 70.81        | –11.28       |           |           |
| Votos en blanco        | Votos en blanco                                             | 12,423       | 14.67        | +11.99       |           |           |
| Votos nulos            | Votos nulos                                                 | 12,294       | 14.52        | –0.71        |           |           |
| Votos emitidos         | Votos emitidos                                              | 84,675       | 72.64        | +13.38       |           |           |
| Abstenciones           | Abstenciones                                                | 31,891       | 27.36        | –13.38       |           |           |
| Votantes registrados   | Votantes registrados                                        | 116,566      |              |              |           |           |
|                        |                                                             |              |              |              |           |           |
| Fuente:                |                                                             |              |              |              |           |           |

## Elecciones municipales distritales

### Resultados por distrito
La siguiente tabla enumera el control de los distritos de la provincia de Cajamarca. El cambio de mando de una organización política se resalta del color de ese partido.
| Distrito           | Alcalde(sa) titular      | Partido político | Partido político                | Alcalde(sa) electo(a)    | Partido político | Partido político          |
| ------------------ | ------------------------ | ---------------- | ------------------------------- | ------------------------ | ---------------- | ------------------------- |
| Asunción           | Rolando Sánchez Novoa    |                  | Nueva Mayoría - Cambio 90       | Rolando Sánchez Novoa    |                  | Lista Independiente N° 5  |
| Chetilla           | José Landa Quito         |                  | Nueva Mayoría - Cambio 90       | Jaime Mendoza Alaya      |                  | Lista Independiente N° 5  |
| Cospán             | Wilbor Gutiérrez Ruíz    |                  | Partido Aprista Peruano         | Luciano Mendez Alcántara |                  | Lista Independiente N° 5  |
| Encañada           | Fidel Valera Sánchez     |                  | Nueva Mayoría - Cambio 90       | Manuel Vásquez Salazar   |                  | Lista Independiente N° 11 |
| Jesús              | Benedicto Bazán Mercado  |                  | Partido Aprista Peruano         | Alejandro Agüero Torres  |                  | Lista Independiente N° 35 |
| Llacanora          | Glicerio Gallardo Villa  |                  | Lista Independiente N° 3        | Glicerio Gallardo Villa  |                  | Lista Independiente N° 5  |
| Los Baños del Inca | Manuel Jaeger Nuñez      |                  | Lista Independiente N° 3        | Alfredo León Obando      |                  | Lista Independiente N° 5  |
| Magdalena          | Luis Godoy Aquino        |                  | Lista Independiente N° 3        | Luis Plasencia Pretel    |                  | Lista Independiente N° 45 |
| Matara             | Segundo Vásquez Mejía    |                  | Nueva Mayoría - Cambio 90       | Antonio Chávez Cabrera   |                  | Lista Independiente N° 25 |
| Namora             | Pasión Hualtibamba Pérez |                  | Nueva Mayoría - Cambio 90       | Jacinto Cabrera Urteaga  |                  | Lista Independiente N° 5  |
| San Juan           | Wilson Vargas Vargas     |                  | Frente Nacional de Trabajadores | Juan Linares Castillo    |                  | Acción Popular            |